# Donji Lipnik
Donji Lipnik – wieś w Bośni i Hercegowinie, w Federacji Bośni i Hercegowiny, w kantonie uńsko-sańskim, w gminie Sanski Most. W 2013 roku pozostawała niezamieszkana.